# Akut tubulär nekros
Akut tubulär nekros, ATN, orsakas av syrebrist eller ämnen som skadar njuren. Exempel på sådana är gifter avgivna från bakterier och kemiska gifter, även av myoglobin efter exempelvis trauma. Blyförgiftning, etylglykolförgiftning, radiokontrast. Även Uratsyra. ATN uppstår efter en period då njuren varit utsatt för chock och blodflödet har varit mindre än 20% av det normala. De tubulära cellerna som är mycket energikrävande skadas och dör under syrebristen, och njuren blir då funktionsoduglig.
Njuren kan även drabbas av liknande skador då den utsätts för giftiga ämnen. Men de tubulära njurcellerna kan ofta återuppbyggas och njurfunktionen kan återkomma. Det kan dröja upp till 2-3 veckor, då de tubulära cellerna är sk. stable cells, som ofta är i G0-stadiet i cellcykeln, därför tar det tid att aktivera dessa och hamna i G1-fasen. Vid återuppbyggnaden av njurcellerna kissar man oftast flera liter per dag i några dagar. Om inte skadorna varit mycket omfattande återfår då njuren sin fulla funktion. Man kan få symptom som oliguri och metabol acidos, eftersom man får en hyperkalemi då njuren minskar sin sekretion av fosfater, och organiska syror inte utsöndras som vanligt.